# Osnovna šola Bršljin
Osnovna šola Bršljin je ena od petih novomeških osnovnih šol. Zgrajena je bila leta 1971, tako kot OŠ Grm, ob odprtju pa je dobila ime Osnovna šola XII. SNOUB. Stoji v sami mestni okolici Novega mesta, v krajevni skupnosti Bršljin. Na začetku jo je obiskovalo približno 500 učencev, ki so prihajali predvsem iz krajevnih skupnosti Bršljin in Bučna vas. Leta 1991 je bila šola obnovljena, prizidan pa ji je bil med drugim nov del za razredne oddelke. Šola se od leta 1996 posveča osveščanju okolja, saj je takrat dobila naslov Eko šole, s katerim se uveljavlja še danes. 
Trenutna ravnateljica je Natalija Globevnik.